# Himmel und Hölle (Hüpfspiel)

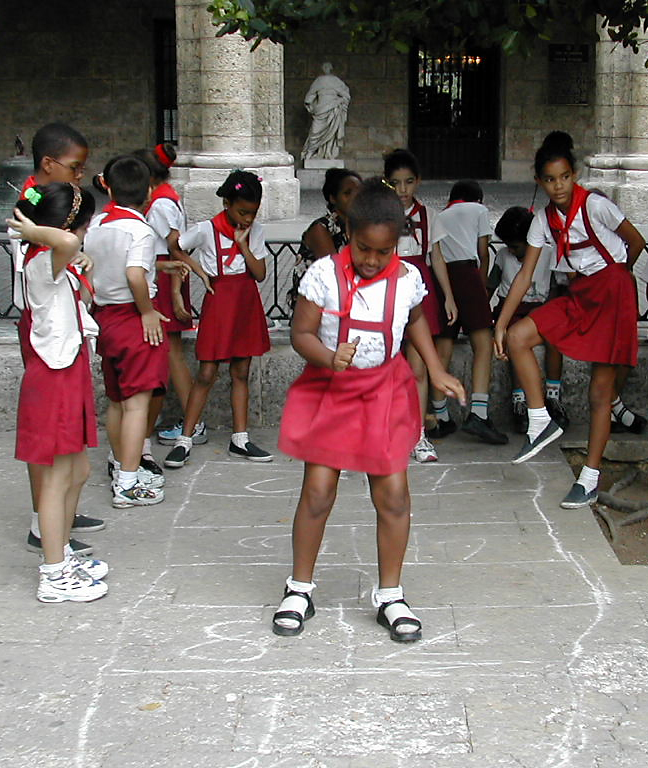
Mädchen aus Kuba spielen Himmel und Hölle

Himmel und Hölle ist ein Hüpfspiel, für das es zahlreiche landschaftliche Bezeichnungen gibt, beispielsweise Hopse (Berlin), Tempelhüpfen (Österreich), Häuslhupfa/Häuslhupfen (Oberbayern), Humpelchen (Hinterpommern), Hinkepott (Schleswig-Holstein), Hippelheisje (Saarbrücken), Reise zum Mond, Paradiesspiel oder Paradieshüpfen, Hinkekasten, Hickelkasten, Hüpfe-, Huppe- oder Hüppekästchen,  Hickelsches, Hickeln, Hasehoppeln, Hipferihoppedi, Hickerles, Hinkepinke oder Hinkeln.
Himmel und Hölle ist ein einfaches Kinderspiel, das mit beliebig vielen Teilnehmern, aber auch alleine gespielt werden kann. Zusammen mit dem Gummitwist ist es ein häufiges Hüpfspiel auf Schulhöfen.

## Verbreitung

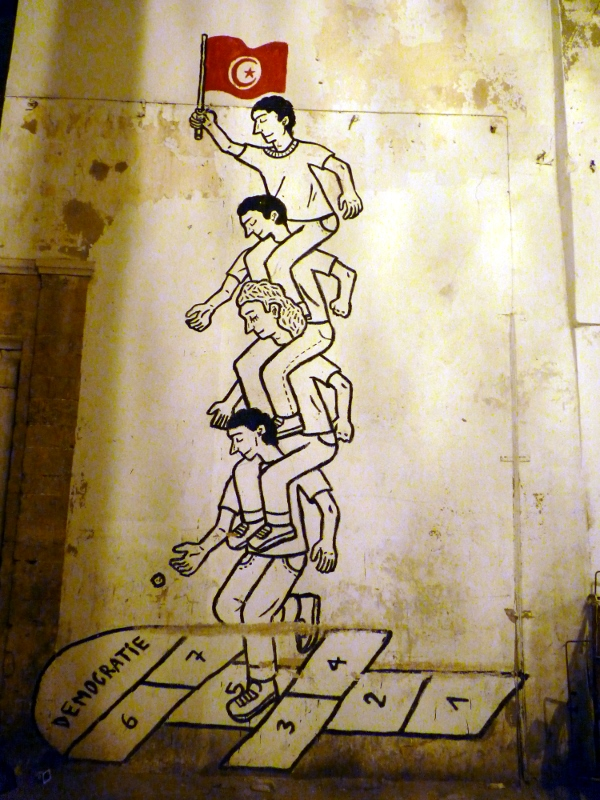
Darstellung eines Hickelkastens in einem politischen Streetart-Graffiti in Tunis

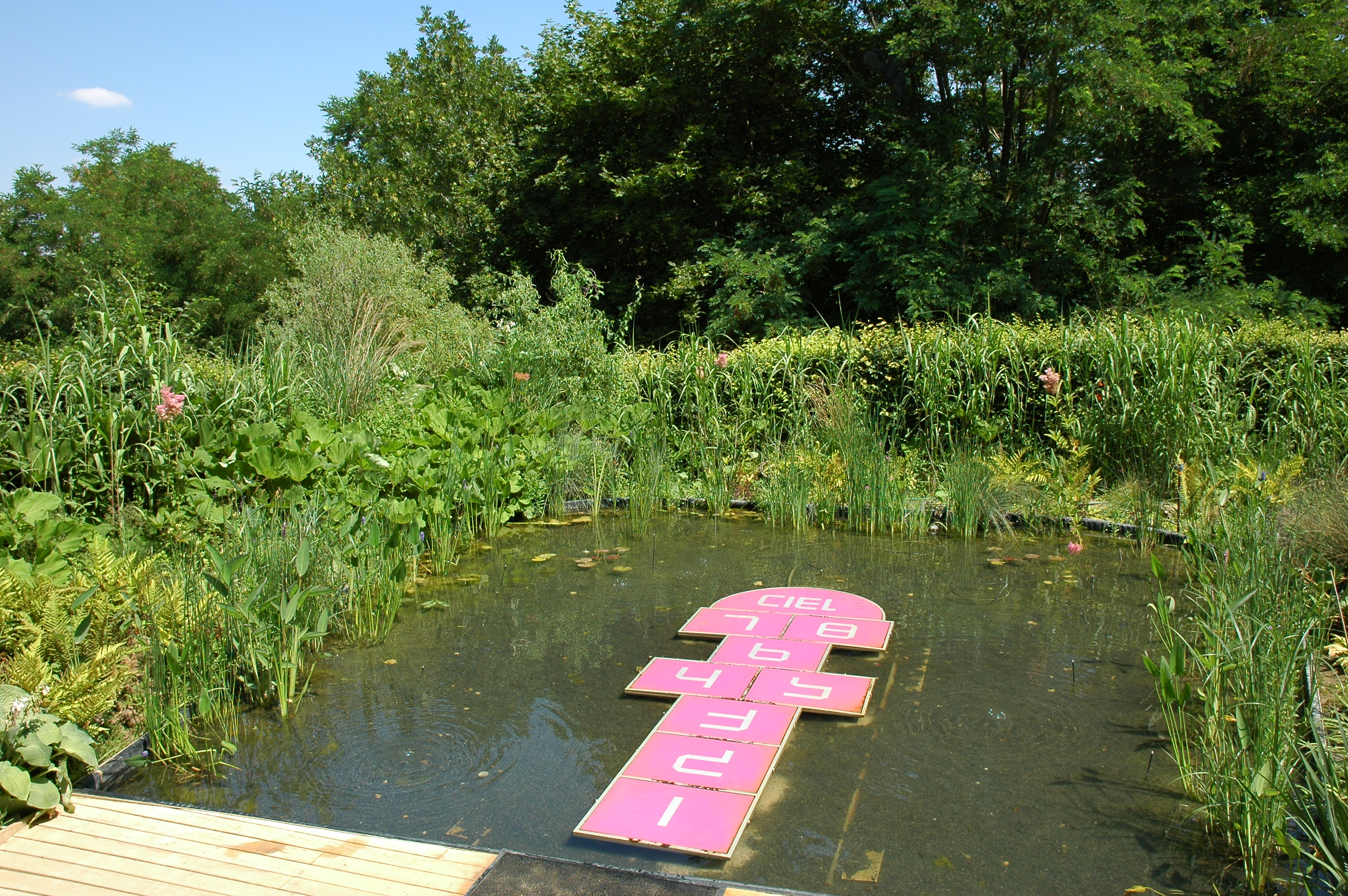
Marelle (französische Variante) im Gewässer einer Gartenausstellung

Man findet dieses Spiel nahezu überall in einer Vielzahl von Varianten auf der Welt. Spieleforscher fanden heraus, dass Kinder in Burma auf einem ähnlichen Diagramm hüpften wie Kinder in den USA. Allein in Deutschland und den Niederlanden fand man bei Untersuchungen an die 20 verschiedene Muster der Feldaufteilung. In manchen Ländern hüpfen die Kinder in gebückter Haltung (verbreitet in Südostasien), anderswo mit den Händen in den Hüften (Afrika).
Die Herkunft des Spieles ist ungesichert. Auf dem Boden des antiken Forums in Rom fand man eines der ältesten erhaltenen Spieldiagramme, eingeritzt wohl mit einem Stein. Mit ihrem Straßennetz, das von Kleinasien bis Nordeuropa reichte, schufen die Römer ideale Untergründe für das Hüpfspiel. Möglicherweise hat dies zu seiner weiten Verbreitung beigetragen. Da Archäologen keine vor Jahrhunderten in Erde eingezeichnete Linien finden können, bleiben Geschichte der weltweiten Verbreitung sowie Alter des Spiels im Dunkeln.

## Regeln
Die Regeln dieses Kinderspiels sind so vielfältig wie die Muster, die meist in die Erde, in Städten aber auch mit Kreide oder einem Malstein in den Asphalt oder Beton der Straße geritzten Schemata. Allen Varianten gemein ist der zuvor von jedem Teilnehmer ausgesuchte Wurfstein. Die Wahl fällt meist auf einen flachen, nach dem Wurf nicht mehr allzu sehr kullernden Stein. Statt des Steins werden auch Teile von Ketten oder Armbändern benutzt.

### Einfache Variante
In einer einfachen, weit verbreiteten Variante muss der Stein jeweils von Feld 1 bis Feld 9 geworfen werden. Trifft man das entsprechende Feld, so beginnt man loszuhüpfen, das heißt, auf einem Bein zu hüpfen. Das Feld mit dem Wurfstein wird jedoch übersprungen. Feld 4 und 5 betritt man mit beiden Beinen, um danach in Feld 6 wiederum auf nur einem Bein zu landen. Die Felder 7 und 8 sind wieder beidbeinig zu absolvieren, genau wie das letzte Feld 9 (oft der Himmel genannt). Anschließend vollführt man eine halbe Drehung, landet abermals beidbeinig auf 9 und gelangt nun hickelnd wieder zum Anfang zurück. Im Feld vor dem Wurfstein muss dieser noch aufgesammelt werden.
Je nach Variante ist das Spiel in Runden eingeteilt, das heißt, zu Beginn der nächsten Runde muss der Stein ein Feld weiter geworfen werden als in der Runde zuvor. Wer zuerst in das letzte Feld geworfen hat und richtig gesprungen ist, hat gewonnen.
Begeht man einen Fehler beim Wurf (Stein landet außerhalb oder auf der Linie des ausgesuchten Feldes) oder Sprung (man tritt auf die Umrandung, vergisst einen Sprung, vergisst den Stein beim Rücklauf oder kommt aus dem Gleichgewicht und muss mit beiden Füßen den Boden an einer unerlaubten Stelle berühren), ist sofort der nächste Mitspieler dran.

### Himmel-und-Hölle-Varianten
In einer Variante ist das erste Feld mit dem Wort „Erde“ bezeichnet, das vorletzte mit „Hölle“ und das letzte mit dem Begriff „Himmel“. Meist ist die Erde das Startfeld. Die Hölle ist grundsätzlich zu überspringen, das heißt, sie darf nicht betreten werden. In einigen Varianten gibt es Postfelder, landet der Stein hier, darf ab nun nicht mehr gesprochen oder gelacht werden, was die Mitspieler natürlich umso mehr reizt, den Teilnehmer dazu zu veranlassen.
Je nach Variante wird der Wurfstein auch bei jedem Sprung mit dem Fuß in das nächste Feld gestoßen oder gar nicht erst geworfen, sondern auf verschiedene Arten während des Hüpfens mitgetragen (z. B. auf dem Fuß oder dem Kopf). Auch kann festgelegt werden, mit welchem Fuß die Felder durchsprungen werden dürfen.
In der Schweiz  heißt das Spiel meist Himmel und Hölle. Im Gegensatz zur Variante mit dem Feld „Erde“ ist die Hölle dabei häufig ganz unten, der Himmel ganz oben im Spiel.
In Österreich ist das Spiel unter dem Namen Tempelhüpfen bekannt, unter Himmel und Hölle wird meist ein anderes Kinderspiel verstanden.
In Schleswig-Holstein kennt man das Spiel als Hinkepott. Wer alle Felder abgespielt hat, darf beginnen, Felder zu besetzen. Dazu stellt man sich mit dem Rücken vor Feld 1 und versucht, den Wurfstein in ein Feld seiner Wahl zu werfen. Dafür hat man drei Versuche. Trifft man das Feld, versieht man es mit seinem persönlichen Muster. Künftig darf man dieses Feld beidfüßig nutzen, der Mitspieler muss es überspringen. Da im Laufe des Spiels immer mehr Felder besetzt sind, müssen immer weniger Felder abgespielt werden. Wer zum Schluss die meisten Felder besetzt hat, gewinnt das Spiel.  

### Hüpfschnecke (Schneckenhüpfen)
Die Felder sind in Form einer Schnecke angeordnet, auf der man rundherum von außen nach innen hüpft. Es kann vereinbart werden, dass zusätzlich anschließend von innen nach außen gehüpft werden muss.

## Bedeutung

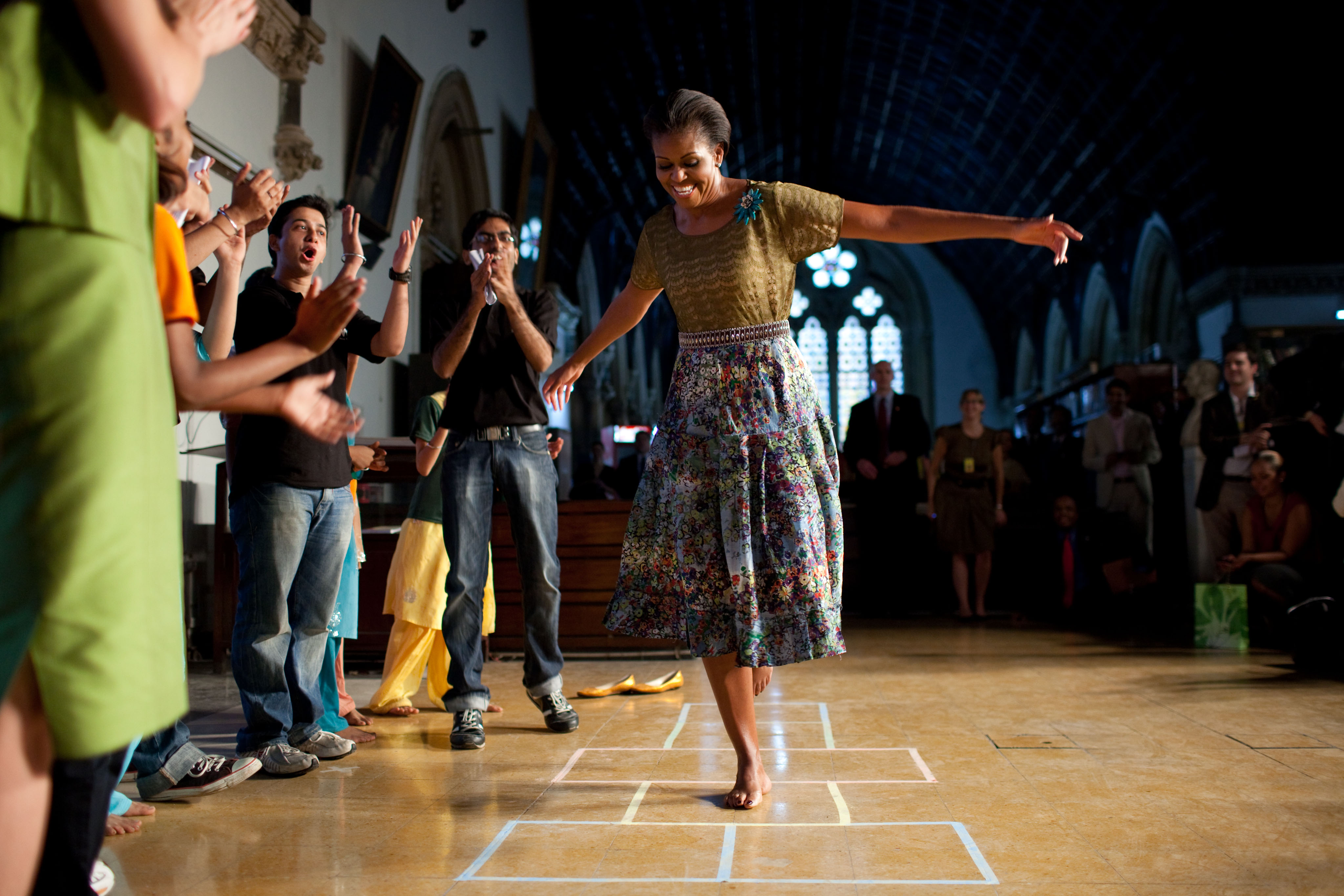
Michelle Obama spielt hopscotch

Eine kosmologische, zumindest kalenderbezogene ursprüngliche Bedeutung des Spiels wurde von zahlreichen Völkerkundlern angenommen, siehe zuletzt Friedrich Hirsch mit einer Sammlung verschiedener Hopsenfiguren.